# China West Air

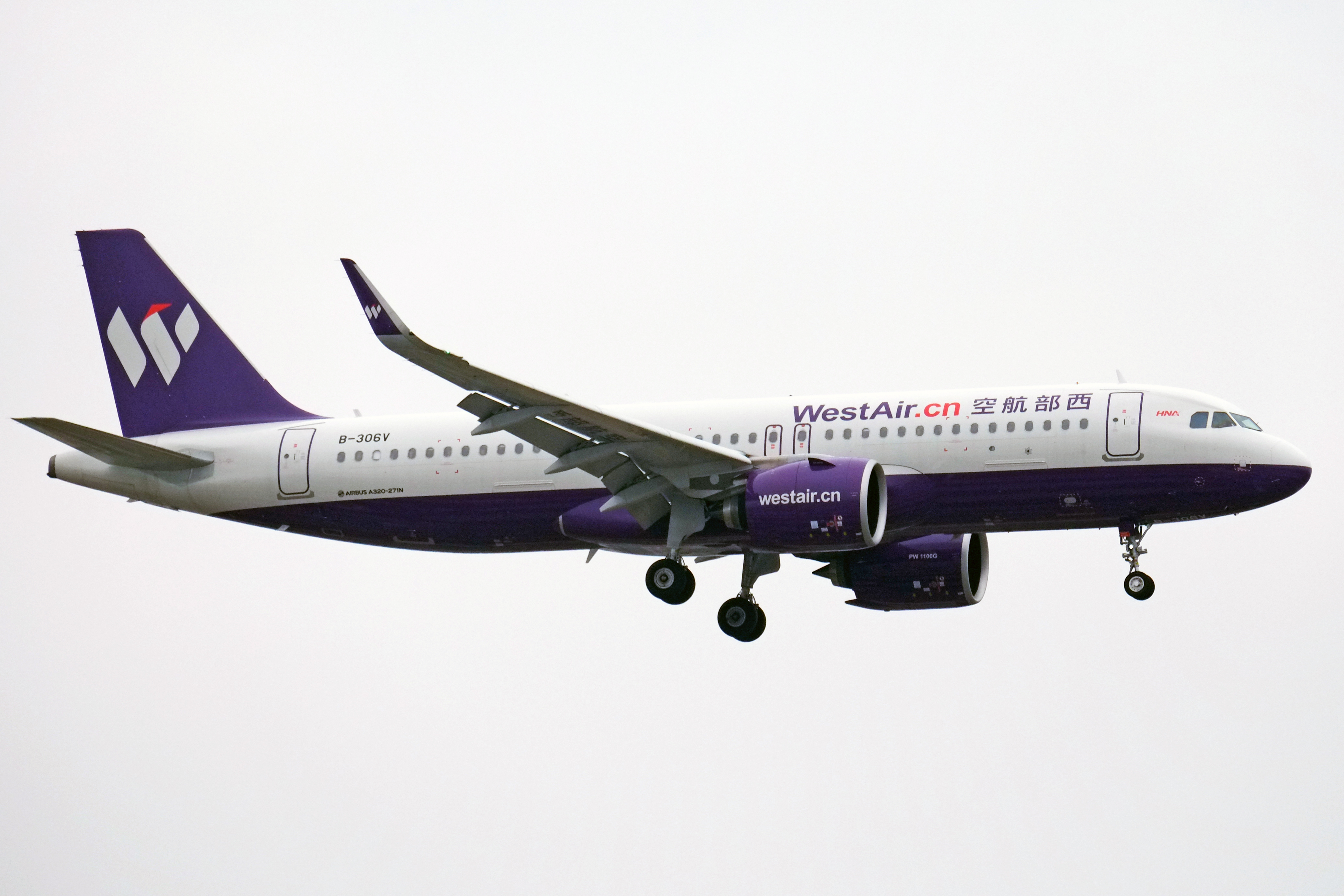
Un Airbus A320neo de la compagnie

China West Air est une Compagnie aérienne chinoise, basée sur l'Aéroport international de Chongqing, établie par Hainan Airlines en mars 2006. Elle a commencé ses vols intérieurs à partir du 14 juin 2007.

## Histoire
En 2014, la compagnie adopte son logo actuel.

## Flotte
En janvier 2025, la flotte de China West Air comporte les appareils suivants:
| Appareils       | En service | Commandes | Passagers | Remarques |
| --------------- | ---------- | --------- | --------- | --------- |
| Airbus A319-100 | 4          | —         | 144       |           |
| Airbus A319N    | 1          |           |           |           |
| Airbus A320-200 | 25         | —         | 180       |           |
| Airbus A320-200 | 25         | —         | 186       |           |
| Airbus A320neo  | 7          | —         | 186       |           |
| Total           | 37         | —         |           |           |